# Ramaria vinaceipes
Ramaria vinaceipes är en svampart som beskrevs av Schild 1990. Ramaria vinaceipes ingår i släktet Ramaria och familjen Gomphaceae.   Inga underarter finns listade i Catalogue of Life.